# Országok rangsorolt listái
Országok rangsorolt listái különböző témakörök alapján

## Bányászat
- Ércek bányászata alapján
  - Arany
  - Uránérc
- Gyémánt
- Ásványi energiahordozók kitermelése
  - Kőolaj
  - Szén

## Boldogság
- Boldogságindex
- Happy Planet Index
- Életminőség-index
- Öngyilkosságok
- Az élettel való elégedettség

## Földrajz
- Terület alapján
- Legmagasabb pont alapján
- Szomszédos országok száma
- Országhatárok hosszúsága

### Népesség
- Népesség
- Népsűrűség
- Termékenység

## Gazdaság
- Foglalkoztatottság
- Kutatás-fejlesztés
- Folyó fizetési mérleg
- Export (nagysága)

### GDP (bruttó hazai termék)
- A legnagyobb nemzetgazdaságok
- GDP (vásárlóerő)
- GDP/fő (PPP)
- GDP/fő (nominális)

### Gazdasági versenyképesség
- Világgazdasági Fórum
- World Competitiveness Yearbook

### Életszínvonal
- Várható élettartam
- Emberi fejlettségi index (HDI)
- Életminőség index (2013)

### Fizetés
- Európai országok listája minimálbér szerint
- Európai országok átlagfizetés alapján

### Közlekedés
- Gépjárművek száma
- Vasúthálózat hossza

### Megújuló energiaforrások
- Szélenergia

## Kultúra
- Kiadott könyvek
- Világörökségi helyszínek

## Politika
- Demokrácia és szabadság
- Sajtószabadság
- Korrupció

## Társadalom
- Gyilkosságok
- Öngyilkosságok
- Alkoholfogyasztás
- Sörfogyasztás

## Vallás
- Fontossága országonként
- Vallástalanok
- Isten-hit
- Vallási dominancia